# Токийский автосалон
Токийский автосалон (яп. 東京モーターショー То:кё: мо:та:сё:, англ. Tokyo Motor Show) — международная выставка автомобилей, мотоциклов и коммерческих транспортных средств, проходящая осенью раз в два года в городе Токио, Япония, при поддержке ассоциации производителей автомобилей Японии. Впервые была проведена в 1954 году. Является признанным международной организацией конструкторов автомобилей (OICA) автосалоном, на котором чаще представляют концепт-кары, нежели серийные модели, что делает шоу одним из участников «большой пятёрки» (наряду с Детройтским, Женевским, Франкфуртским и Парижским автосалонами).
В первую очередь Токийский автосалон является домом новых разработок основных трёх производителей в Азии: Honda, Nissan и Toyota.

## История
Первое шоу в Токио прошло в 1954 году в парке Хибия с 20 по 29 апреля под именем All Japan Motor Show. На первой выставке присутствовало 267 автомобилей: 17 легковых и 250 коммерческих. Грузовики, автобусы и мотоциклы и представляли большую часть экспонатов. На протяжении 10 дней автосалон посетило 547 000 человек, которые имели возможность познакомиться с такими автомобилями, как Austin A40, Hillman Minx и Renault 4CV, Prince Sedan AISH, Toyopet Super RH; Datsun Passenger Delux (модель DB-5), Ohta Sedan и трёхколёсные средства от компании Daihatsu.
Вторая выставка состоялось в 1955 году и проходила в течение двенадцати дней, начиная с 7 мая. Около 785 000 человек посетили мероприятие, среди них присутствовал принц Акихито. На шоу были представлены новые Datsun 110, Toyopet Crown RS и Toyopet Master RR.
Легковые автомобили начали получать наибольшую известность на третьем Токийском автосалоне, который открылся 20 апреля 1956 года благодаря, в значительной степени, инициативе Министерства международной торговли и промышленности.
В 1958 году, в связи со строительством метро и подземной стоянки возле парка Хибия, шоу было перенесено на велосипедный гоночный трек в Кораку-эн. Как и в предшествующем году выставка была омрачена проливным дождём, и в 1959 году мероприятие переехало в помещение недавно открывшегося Harumi Showplace, который был в три раза больше своего предшественника.
24 октября 1959 года была открыта 6-я выставка, на которой был представлен первый легковой автомобиль от компании Mitsubishi — Mitsubishi 500.
На выставке 1964 года, проводившейся в сентябре, был представлен автомобиль Nissan Fairlady 1500 (Datsun Sports 1500, SR311 — модификация варианта, дебютировавшего на Токийском автосалоне в 1961 году).
С 1973 года организаторы решили не проводить выставку в следующем году из-за международного энергетического кризиса, в связи с чем было принято решение проводить шоу раз в два года.
В 1989 году выставка переезжает в экспоцентр Makuhari Messe (ранее Nippon Convention Center). Темой 28-й автовыставки стала «свобода передвижения — вкус реальной жизни и роскоши». Иностранные участники вновь присоединились к автосалону, в том числе Корея в категории легковых автомобилей и Испания с Финляндией в категории автозапчастей. Всего на автосалоне свою продукцию представило 332 компании и 3 организации из 15 стран. Количество посетителей и журналистов стало рекордным для мероприятия. Особенно привлекали зрителей Toyota 4500GT, Honda NSX и другие высокоскоростные и высокопроизводительные автомобили.
В 1991 году темой 21-й выставки стал слоган «Открывая новые отношения: единство людей, машин и планеты Земля». 336 компаний представляли 783 транспортных средства. На выставке присутствовало рекордное количество посетителей — 2 018 500 человек.
В связи с высоким интересом общественности к повседневным автомобилям и большому числу концепт-каров шоу вновь вернулось к ежегодному циклу проведения с 2001 по 2005 год, однако начиная с 2007 года мероприятие снова перешло на двухлетнее расписание.
В 2007 году на автосалоне доминировали автомобили с гибридными и электро-двигателями. Свои разработки представляли 241 компания; всего зрители и журналисты, которые состояли из 1 425 800 человек, могли лицезреть 517 транспортных средств. Такие компании, как General Motors, Ford, Chrysler и Hyundai не принимали участие в шоу. Среди транспортных средств, дебютировавших на автосалоне, можно было увидеть Toyota 1/X, Honda CR-Z, Honda U3-X, Mitsubishi i-MiEV Sport, Nissan Pivo 2, Audi Metroproject Quattro, Mitsubishi Evolution X, Nissan GT-R, Subaru Impreza WRX STI и другие.
В 2015 году с 29 октября по 9 ноября была проведена 44-я выставка в истории мероприятия.

## Выставки

### 1985
Тема: «Культура автомобильного дела: Новое поколение автомобилей».
На выставке были представлены 1032 автомобиля (среди них концепт-кары от 8 компаний), DOHC двигатели, системы 4WD и 4WS. Всего шоу посетило 1 291 500 человек.
- Nissan MID4
- Ford Probe V Concept
- Nissan COM COM Concept
- Nissan CUE-X Concept
- Nissan EV Guide-II Concept
- Nissan LUC-2
- Subaru ACX-II
- Toyota AXV
- Toyota FXV
- Subaru Alcyone (AX)
- Toyopet Model RK1.5 Truck

### 1987
Тема: «Наслаждаясь жизнью на колёсах — вдохновляя будущее человека и автомобиля».
На выставке 1987 года была представлена продукция 276 отечественных и зарубежных производителей, 2-х иностранных государств и 2-х организаций. Среди почётных гостей, которые приехали на мероприятие из-за рубежа, присутствовали президент Международной Организации автопроизводителей, принц Дании Фредерик, шведский король Карл XVI Густав, ряд послов Японии и председателей компаний Ford, BMW и Volkswagen.
- Nissan MID4-II
- Toyota EXV-II
- Nissan ARC-X
- Mitsubishi HSR[27]
- Mazda MX-04
- Isuzu Gemini Zero Door

### 1989
Тема: «Свобода передвижения — вкус реальной жизни и роскоши».
На автосалоне была представлена продукция 332 компаний, 2 правительственных органов и 3 организаций из 15 стран. Самыми востребованными среди зрителей стали спортивные автомобили Toyota 4500GT, Honda NSX и другие.
- Jiotto Caspita
- Mazda AZ-550 Sports (Type A, B и C)
- Honda NSX
- Nissan S-Cargo
- Mitsubishi HSR-II
- Suzuki Cappuccino
- Subaru Alcyone SVX
- Nissan NX-Coupe
- Toyota 4500GT

### 1993
Тема: «Автомобильные инновации в свободе, естественности и комфорте».
- Ford Mustang
- Nissan Skyline GT-R (R33)
- Suzuki Wagon R

### 1995
- Subaru Streega
- Toyota MRJ
- Honda SSM
- Mazda RX-01
- Toyota Prius Hybrid
- Nissan AA-X
- Toyota Moguls

### 1997
Тема: «Один мир. Один человек. Одно шоу».
- Maybach 57 и Maybach 62
- Volkswagen W12[англ.]
- Toyota Prius

### 1999
Тема: «Взгляд в будущее. Изменение транспортных средств для планеты Земля».
Такие компании, как Toyota, Honda, Daihatsu, Mitsubishi и Mazda представили экологические двигатели на топливных элементах. 5 производителей продемонстрировали гибридные силовые агрегаты.
- Ford 021C concept

### 2001
Тема: «Откройте дверь! Светлое будущее автомобилей».
- Daihatsu Muse
- Daihatsu Copen
- Daihatsu FF Ultra
- Honda Bulldog concept
- Honda Unibox concept
- Hyundai TB Concept Car
- Isuzu Zen concept
- Mazda RX-8
- Mazda Secret Hideout concept
- Mercedes F400 Carving concept
- Mini Cooper S
- Mitsubishi CZ2
- Mitsubishi CZ3
- Mitsubishi Spaceliner concept
- Mitsubishi SUP concept
- Nissan GT-R Concept
- Nissan mm
- Nissan Fairlady Z Z33
- Nissan Ideo concept
- Nissan Kino concept
- Nissan Nails concept
- Toyota FXS concept
- Toyota Pod concept
- Volkswagen W12
- Will VC

### 2005
Тема: «Управление автомобилем завтра!».
В рамках мероприятия, отмечавшего своё 50-летие, прошло 79 мировых премьер автомобилей. Продолжительность проведения шоу было увеличено на 4 дня.
- Audi Shooting Brake
- Bugatti Veyron
- Chrysler Akino
- Daihatsu Costa
- Daihatsu UFE-III
- Ferrari GG50
- Honda FCX
- Honda Sports4
- Honda WOW
- Hyundai Neos-3
- Lexus LF-Sh
- Mercedes-Benz F600
- Mini Concept Tokyo
- Mitsubishi Concept D:5
- Mitsubishi i
- Nissan Amenio
- Nissan Foria
- Nissan Note Adidas
- Nissan Pivo
- Nissan GT-R Proto
- Subaru B5-TPH
- Suzuki Ionis
- Suzuki LC
- Suzuki PX
- Toyota Estima
- Toyota Fine-X
- Toyota FSC
- Toyota i-swing
- Volkswagen EcoRacer

### 2007
Тема: «Ловите новости, прикоснитесь к будущему!».
В рамках мероприятия состоялся мировой дебют 77 автомобилей. 14 300 журналистов со всего мира посетило мероприятие.
- Honda CR-Z concept
- Honda Inspire
- Mitsubishi Lancer Evolution X
- Nissan GT-R
- Nissan X-Trail
- Subaru Impreza WRX STI

### 2011
Тема выставки была «Мобильность может изменить мир». В выставке участвовали:
- Audi A1
- BMW 5
- BMW Alpina B3 GT3
- BMW Alpina B6 BiTurbo Coupé
- Honda AC-X
- Honda EV Ster
- Honda Micro Commuter Concept
- Honda N Box
- Honda RC-E
- Lexus GS
- Mazda Takeri
- Nissan Pivo 3
- Subaru BRZ
- Toyota 86
- Toyota Aqua
- Volkswagen Passat

### 2013
BMW i8 на выставке 2013 года
Тема: «Конкурируйте! И формируйте новое будущее».
На автосалоне была представлена продукция 178 компаний (Daihatsu, Subaru, Honda, BMW, Hino, Isuzu, Kawasaki, Yamaha, Fuso и другие) и 181 брендов из 12 стран со всего мира. В рамках мероприятия состоялся мировой дебют 76 автомобилей (40 легковых автомобилей, 3 коммерческих транспортных средства, 24 мотоцикла, 3 carrozzeria и 6 кузовов) и премьера 81 моделей от японских автопроизводителей. Всего шоу посетило 902 800 человек, что на 7 % больше, чем в 2011 году.
- Yamaha Tricity
- Honda S660
- Honda NSX Concept
- 2014 BMW 4-series / 428i / 435i Convertible/
- 2015 Nissan GT-R NISMO
- Toyota GT86 Convertible
- Lexus RC Coupe
- Lexus LF-NX
- Porsche Panamera Turbo S Executive
- Impreza WRX
- Nissan BladeGlider[36]
- Nissan IDx Freeflow[36]
- Nissan IDx Nismo
- Porsche Macan[36]
- Jaguar F-Type Coupe
- Daihatsu Copen
- Mini Cooper 2014[36]
- Mitsubishi GC-PHEV[36]
- Mitsubishi XR-PHEV[36]
- Mitsubishi AR[36]
- Subaru Levorg concept
- Subaru Sport Cross Design Concept
- Suzuki Crosshiker
- Suzuki X-LANDER[36]
- Suzuki Hustler